# Holger Baden
Holger Baden (Holger Jakob Baden; * 18. Januar 1892 in Kopenhagen; † 31. Januar 1966 ebd.) war ein dänischer Langstreckenläufer.
Bei den Olympischen Spielen 1912 in Stockholm erreichte er im Crosslauf nicht das Ziel.
1911 wurde er Dänischer Meister über 10.000 m.